# Патронная
Патронная — деревня в Кетовском районе Курганской области. Входит в состав Колесниковского сельсовета.

## История
До 1917 года входила в состав Мало-Чаусовской волости Курганского уезда Тобольской губернии. По данным на 1926 год состояла из 105 хозяйств. В административном отношении входила в состав Лукинского сельсовета Курганского района Курганского округа Уральской области.

## Население
| 1989 | 2002 | 2010 |
| ---- | ---- | ---- |
| 106  | ↘78  | ↗84  |

По данным переписи 1926 года в деревне проживало 453 человека (201 мужчина и 252 женщины), в том числе: русские составляли 100 % населения.